# Tocqueville-les-Murs
Tocqueville-les-Murs är en kommun i departementet Seine-Maritime i regionen Normandie i norra Frankrike. Kommunen ligger i kantonen Goderville som tillhör arrondissementet Le Havre. År 2022 hade Tocqueville-les-Murs 274 invånare.

## Befolkningsutveckling
Antalet invånare i kommunen Tocqueville-les-Murs
| Referens: INSEE |